# یواس‌اس اجکام (ای‌پی‌ای-۱۶۴)
یواس‌اس اجکام (ای‌پی‌ای-۱۶۴) (به انگلیسی: USS Edgecombe (APA-164)) یک کشتی بود که طول آن ۴۵۵ فوت ۰ اینچ (۱۳۸٫۶۸ متر) بود. این کشتی در سال ۱۹۴۴ ساخته شد.